# Мулла, Абдул Кадер
Абдул Кадер Мулла (бенг. আবদুল কাদের মোল্লা, англ. Abdul Quader Molla; 14 августа 1948, Амирабад — 12 декабря 2013, Дакка) — бангладешский политик, казнён за военные преступления в ходе войны за независимость Бангладеш 1971 года, включая убийство 344 мирных жителей. Член партии Джамаат-и-Ислами Бангладеш. Первый человек, казнённый по приговору трибунала по военным преступлениям в Бангладеш.

## Биография
Абдул Кадер Мулла родился в селе в 1948 году. После окончания школы поступил в колледж. Во время учебы в университете Дакки он присоединился к молодёжному крылу Джамаат-и-Ислами Бангладеш, а позже был избран президентом. Окончил университет со степенью бакалавра международных отношений.
Был женат на Саноаре Джахан, есть сын — Хасан Джамиль.

## Политическая карьера
В 1971 году лидеры Джамаат-и-Ислами Бангладеш были против движения за независимость Бангладеш, так как полагали, что оно борется против ислама, с целью раскола Пакистана. Как член молодежной организации Кадер Мулла присоединился к полувоенному формированию во время войны за независимость. Но война закончилась в том же году, Бангладеш получил независимость и партию Джамаат-и-Ислами Бангладеш запретили.
После убийства в 1975 году Муджибура Рахмана в результате военного переворота, Джамаат-и-Ислами Бангладеш разрешают участвовать в политической жизни страны в условиях военной диктатуры. Кадер Мулла стал активным членом партии, а в 2010 году стал помощником генерального секретаря.

## Военные преступления
В XXI веке правительством Бангладеш создан Международный трибунал для судебного преследования за военные преступления, совершенные во время войны за независимость Бангладеш в 1971 году. 18 декабря 2011 года Абдулу Кадеру Мулле было предъявлено обвинение. Он был обвинён в пособничестве совершенным военнослужащими пакистанской армии массовым убийствам и изнасилованиям (в том числе и несовершеннолетних). Как члену военизированного пропакистанского формирования, ему вменялось в вину убийство 344-х мирных жителей.

## Суд и казнь
5 февраля 2011 года Международный трибунал приговорил Абдулу Кадеру Мулле к пожизненному заключению с дополнительным 15-летним сроком.
После этого в столице Бангладеш, Дакке начались массовые протесты, требующие для него смертной казни. Протесты сопровождались массовыми стычками противников и сторонников Муллы, в которых погибло, по меньшей мере, 40 бангладешцев.
17 февраля Парламент Бангладеш одобрил законопроект о внесении изменений в закон о международных преступлениях, предусматривающих возможность для прокуратуры требовать пересмотра приговора в случае если наказание, по её мнению, назначено слишком мягкое.
17 сентября 2013 года Верховный суд Бангладеш приговорил Муллу к смертной казни. Он должен был быть казнен через повешение во вторник 11 декабря в 0:01, но казнь была отложена, так как адвокат осужденного успел подать апелляцию. Однако в четверг Верховный суд Бангладеш отклонил её.
Смертный приговор вызвал осуждение не только сторонников Джамаат-и-Ислами Бангладеш, но и международной общественности. Так, верховный комиссар ООН по правам человека Нави Пиллай обратилась к властям Бангладеш с требованием отложить казнь, заявив, что трибунал не соответствовал международным стандартам, необходимым для вынесения смертного приговора.
Абдул Кадер Мулла был казнен 12 декабря 2013 года в 22:01 в тюрьме Дакки. По словам родственников Абдулы Кадера Муллы, на последнем свидании лидер мусульман заявил, что счастлив стать мучеником за исламское движение в Бангладеш.